# Nikippe
Nikippe (gr.  Νικίππη trb. Nikippi) – w mitologii greckiej występuje kilka kobiet o tym imieniu:
- Nikippe, jedna z pięćdziesięciu córek Tespiosa i Megamede. Urodziła Heraklesowi, syna Antymacha[1][2].
- Nikippe, córka Pelopsa i Hippodameji[3]. Poślubiła Stenelosa, syna Perseusza i Andromedy, któremu urodziła Alkyone, Astymedusę, Meduzę, Eurysteusza, Ifisa[4].
- Nikippe, kapłanka Demeter w Dotion, Tesalii. Demeter przybrała jej kształt, aby powstrzymać Erysichtona przed wycięciem świętego gaju[5].

Znana jest również prawdopodobnie historyczna postać o tym imieniu:
- Nikippe, córka Pasiasa, która poświęciła pomnik Afrodycie Symmachii (gr.  Αφροδιτη Συμμαχια)  w świątyni w Mandinii, który został ufundowany w celu upamiętnienia sojuszu Mantinejan z Rzymianami w bitwie pod Akcjum[6] . Na posągu znajduje się inskrypcja, że został ufundowany przez Nikipę, córkę Pasiasa i rok 61 p.n.e.[7]